# Museo Brücke Berlin
El Museo Brücke de Berlín, cuenta hoy en día con alrededor de 400 pinturas además de algunos miles de dibujos, acuarelas y grabados de los componentes del movimiento artístico die Brücke, fundado el 7 de junio de 1905 en Dresde. Es por tanto la colección más grande disponible de estos artistas expresionistas. 

## Origen
El edificio donde se encuentra el museo fue construido por el arquitecto Werner Düttmann e inaugurado el 15 de septiembre de 1967. 
Las donaciones más importantes fueron las del pintor Karl Schmidt-Rottluff y la de Erich Heckel , complementando la colección con importantes obras de los primeros años del movimiento. 
La fundación Karl y Emy Schmidt-Rottluff tiene su sede en el museo desde 1976.
El museo está situado en un idílico entorno natural en Berlín-Dahlem limitando con el bosque de Grunewald y en las inmediaciones del antiguo taller del escultor Arno Breker.

## La colección

### Los artistas

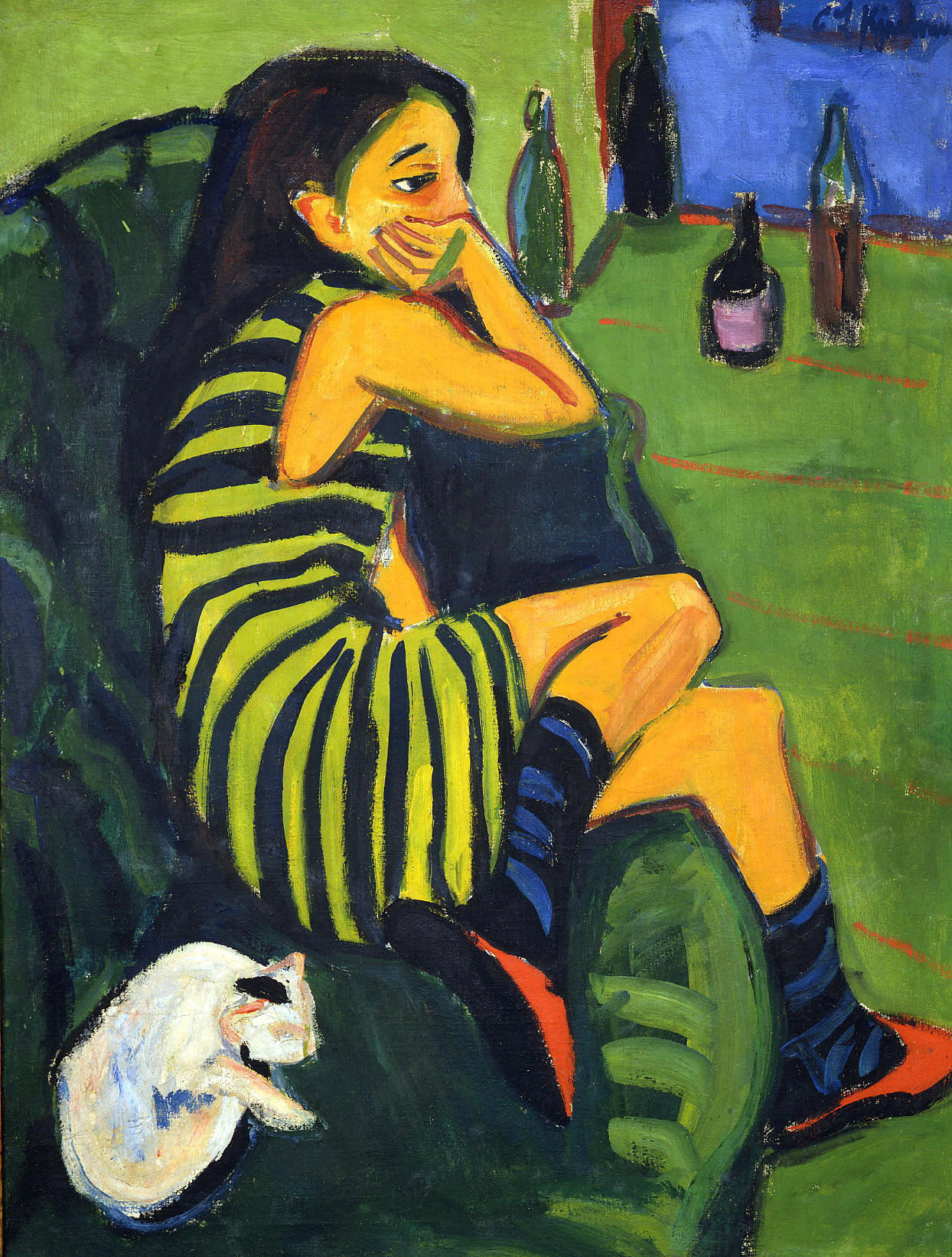
Ernst Ludwig Kirchner: La artista Marcela, 1910

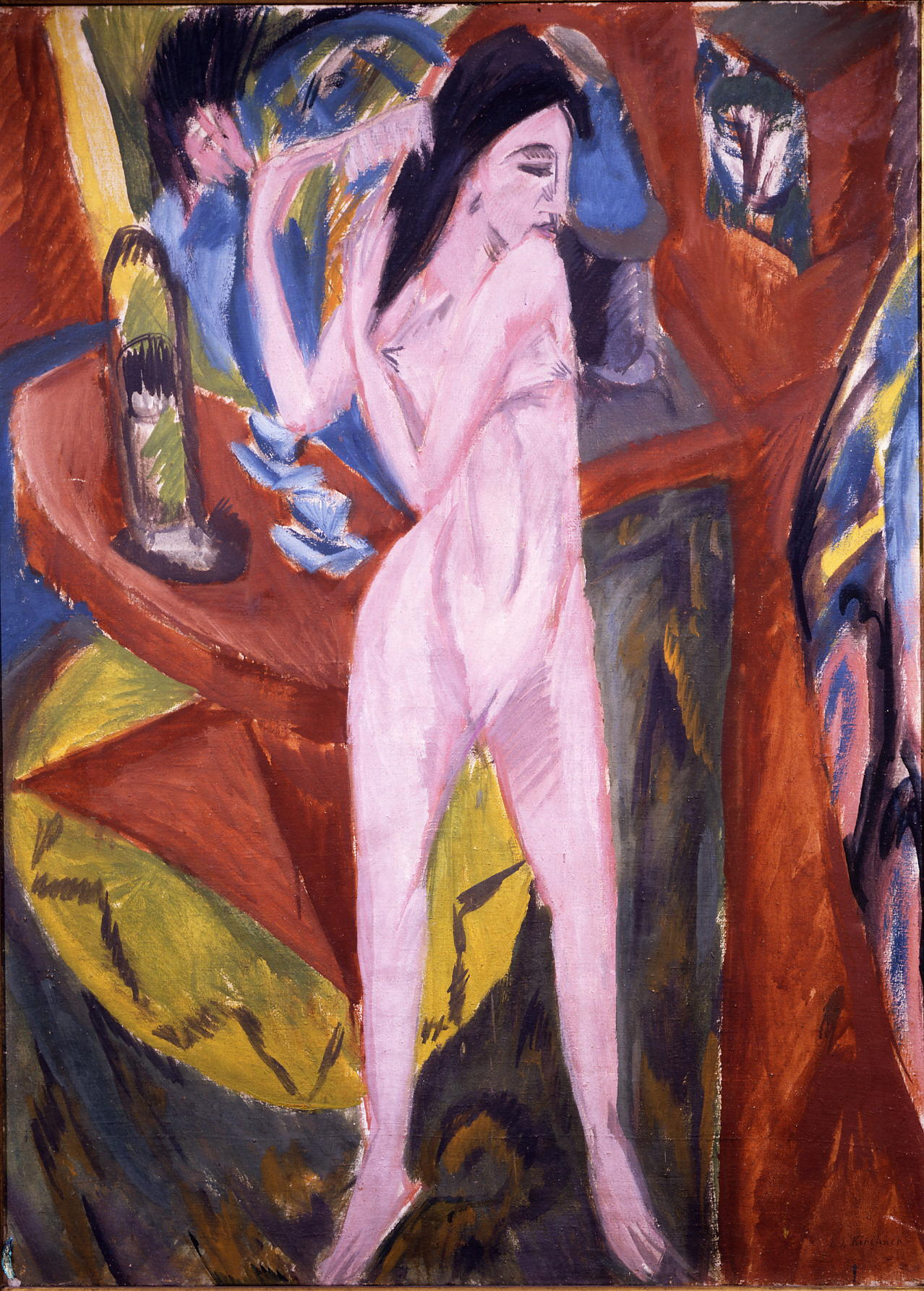
Ernst Ludwig Kirchner: El acto de peinarse, 1913

Los miembros fundadores del grupo fueron los estudiantes de arquitectura Ernst Ludwig Kirchner, Erich Heckel, Karl Schmidt-Rottluff y Fritz Bleyl; posteriormente se incorporaron en 1906 los pintores Max Pechstein, Emil Nolde , así como Otto Mueller en 1910. El grupo finalmente se disolvió en 1913.
Las obras de los pintores del Brücke se caracterizan por la simplificación de los motivos naturales hasta lo esencial. Los colores de las pinturas son brillantes, se aplican en grandes superficies y se alejan deliberadamente de los colores naturales. Los pintores del Brücke se desprendieron del academicismo y pintaron paisajes, naturalezas y desnudos de forma espontánea, impulsiva y con un pincelado dinámico. Pintaban en el estudio y en la naturaleza. Los pintores del Brücke fueron pioneros del expresionismo.

## Directores
- Leopold Reidemeister, Fundador, 1967 hasta su muerte en 1987
- Eberhard Roters, 1987-1988
- Magdalena M. Moeller, 1988-2017
- Lisa Marei Schmidt, desde el 1 de octubre de 2017[2]

## Exposiciones especiales
- 11. De febrero hasta el 17. Julio De 2011: Karl Schmidt-Rottluff. Ostseebilder. (35 Pinturas y 60 Acuarelas con el mar Báltico como tema principal).
- 21. de enero 2017 – 3. de septiembre 2017: Die Künstler der „Brücke“ – Gemälde, Zeichnungen und Druckgraphik[3] (Los artistas de Brücke)
- 17. de abril – 29. de augusto 2021: Werner Düttmann. Berlin. Bau. Werk. (El arquitecto del museo)
- 18 de diciembre de 2021 – 20. marzo 2022: Transition Exhibition[4]
- 4. de abril – 28. de augusto 2022: 1910: Brücke. Kunst und Leben (Brücke: arte y vida)
- 24. de febrero – 4. de Juni 2023: 1905: Fritz Bleyl und der Beginn der Brücke (Bleyle y las orígenes del Brücke)
- 26. de junio – 3. de septiembre 2023: Małgorzata Mirga-Tas. Sivdem Amenge. I sewed for us. Ich nähte für uns
- 14. de septiembre 2023 – 7. de enero 2024: Der Angriff der Gegenwart auf die übrige Zeit. Künstlerische Zeugnisse von Krieg und Repression (Testimonios artísticos de la guerra y la represión)[5]
- 7 de diciembre de 2024-16 de marzo de 2025: Lise Gujer. Eine neue Art zu malen (Lise Gujer y su nueva forma de pintar)
- 29 de marzo-22 de junio de 2025: 120 Jahre Brücke, 120 Berliner*innen, 120 Werke (120 años Brücke, 120 ciudadanos/ciudadanas de Berlin, 120 obras)